# Bisegna
Bisegna là một đô thị thuộc tỉnh L'Aquila trong vùng Abruzzo Ý. Đô thị này có diện tích 46 km², dân số 342 người. Các đô thị giáp ranh gồm: Gioia dei Marsi, Ortona dei Marsi, Pescasseroli, Scanno, Villalago